# Stefan Fonselius

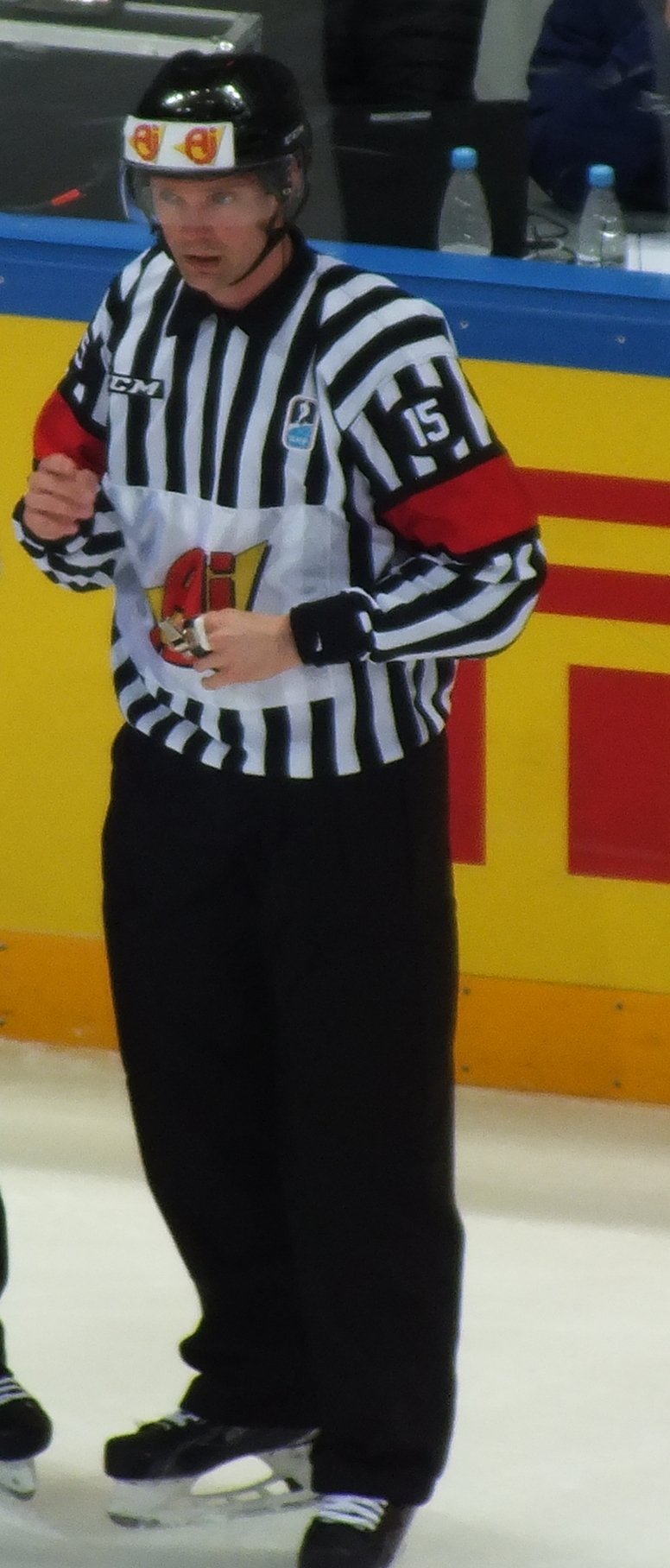
Stefan Fonselius

Stefan Fonselius (nascido em 19 de setembro de 1976) é um jogador de linha finlandês de hóquei no gelo que trabalha na SM-liiga . Ele também atuou no hóquei no gelo nos Jogos Olímpicos de Inverno de 2010 .  Ele ganhou notoriedade quando inconscientemente levou o puck vencedor da Medalha de Ouro para casa em Turku, na Finlândia, antes de entregá-lo ao IIHF para ser autenticado e enviado ao Hockey Hall of Fame . 